# Gynoplistia (Gynoplistia) patruelis
Gynoplistia (Gynoplistia) patruelis is een tweevleugelige uit de familie steltmuggen (Limoniidae). De soort komt voor in het Australaziatisch gebied.